# عيون موسى (مادبا)

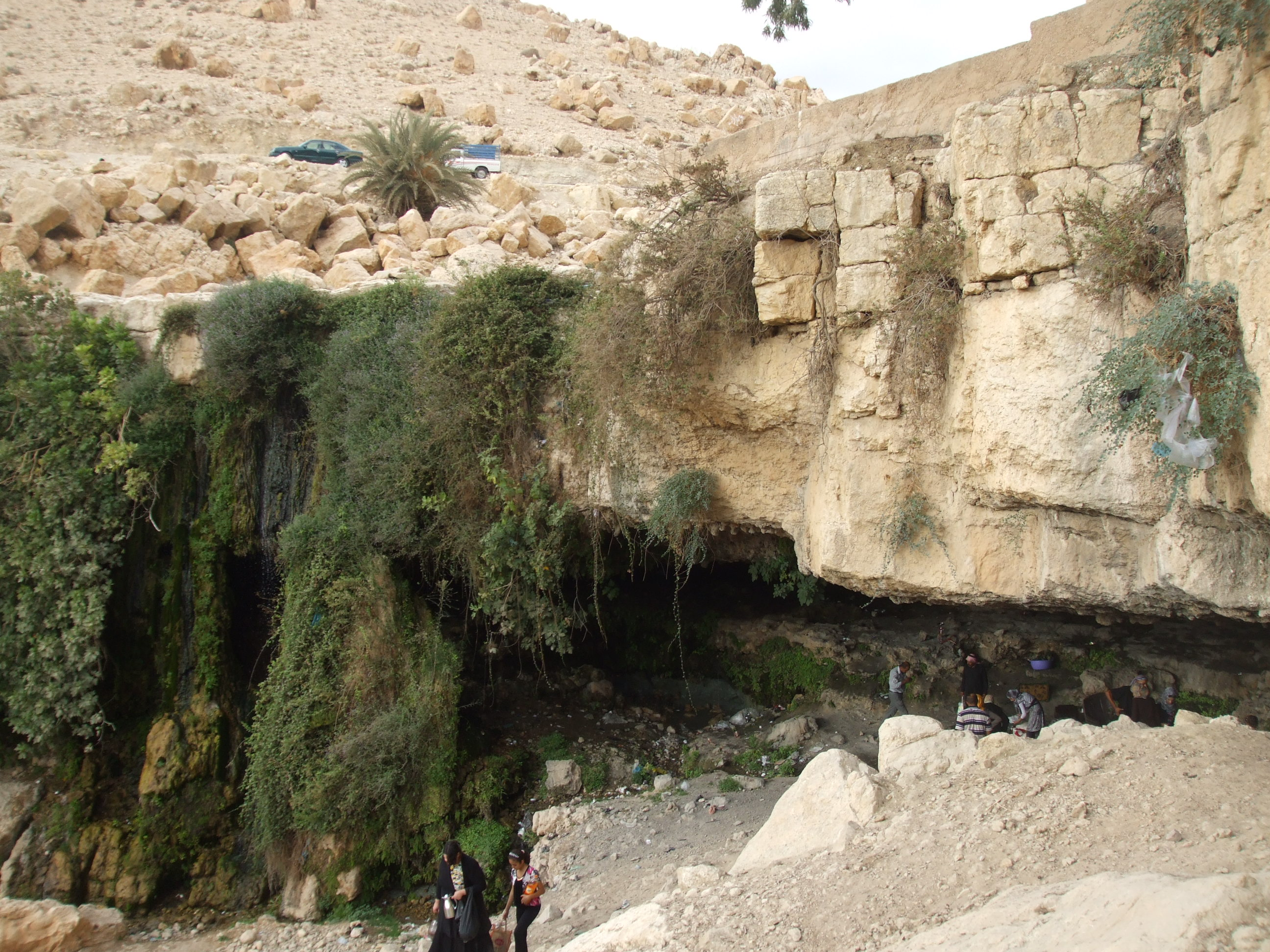
عيون موسى في مادبا.

عيون موسى منطقة أثريّة ودينيّة ذات ينابيع تقع في محافظة مادبا وسط الأردن، على بعد 10 كيلومتر من مدينة مادبا، بالقرب من جبل نيبو، وبالتحديد إلى الشمال الشرقي من الجبل. ترجع التسمية إلى بعض القصص بأن موسى قد ضرب الصخر بعصاه وأسقى قومه. وهي عبارة عن منطقة منخفضة ومناخها معتدل شتاءًا وحار جدًا صيفًا كالأغوار وهي منطقة شبه غورية ويوجد بها أشجار وينابيع متعددة ويوجد فيها أكثر من 6 كنائس بيزنطية وآثار قصور قديمة. وتشير بعض المصادر التاربخية إلى أن النبي إيليا (مار الياس) أقام فيها بعد مطاردته من خصومه وهروبه إليها بعد مكوثه في قرية سالم القريبة من عيون موسى إلى الغرب الجنوبي. أما الآن، فيُزرع في عيون موسى الزيتون والرمان والعنب والفاكهة ويتوافد الزوار إلى المنطقة من كل الديانات.

## وصلات خارجية
- الموقع الجغرافي - عيون موسى